# Kostel svatého Mikuláše (Žíželeves)
Kostel svatého Mikuláše je římskokatolický orientovaný filiální kostel v Žiželevsi, části obce Hořiněves. Patří do římskokatolické farnosti - děkanství Holohlavy. Je od 3. 5. 1958 chráněn jako kulturní památka České republiky. Stavba je významným článkem v dějinách architektury kraje, navázáním na principy dienzenhoferovských architektur. Je nejvýznamnější historickou a kulturní památkou obce, urbanistickou a krajinnou dominantou.

## Historie
Kostel je se poprvé připomínán roku 1355, stával uprostřed vsi, jeho patrony byli Jiří z Hustířan a jeho bratr Jan z Hořic. Roku 1425 byl kostel zničen tábority, později opraven a po požáru v roku 1769 zbořen. Nový pozdně barokní kostel sv. Mikuláše byl postaven v letech 1769–1777 patrně stavitelem Františkem Kermerem pod patronací Karla Šporka.

## Architektura
Jednolodní stavba s pravoúhlým presbytářem se sakristií na severní straně a s hranolovou věží v západním průčelí. Presbytář je zaklenutý plackou, loď valenou klenbou s výsečemi. Kostel je charakteristickým příkladem pozdně barokní novostavby ve venkovském prostředí. Běžnou soudobou produkci převyšuje kvalitním a jistým architektonickým členěním, zejména monumentálním západním průčelím. V interiéru je velmi kvalitní tektonické členění podpůrného systému klenby baldachýnového typu.

## Interiér
Hlavní oltář je kvalitní iluzivní malba na stěně presbytáře z 2. poloviny 18. století, s novodobým obrazem.

## Bohoslužby
Bohoslužby se konají v sobotu v 15.00, v době letního času v 18.00.

## Fotogalerie

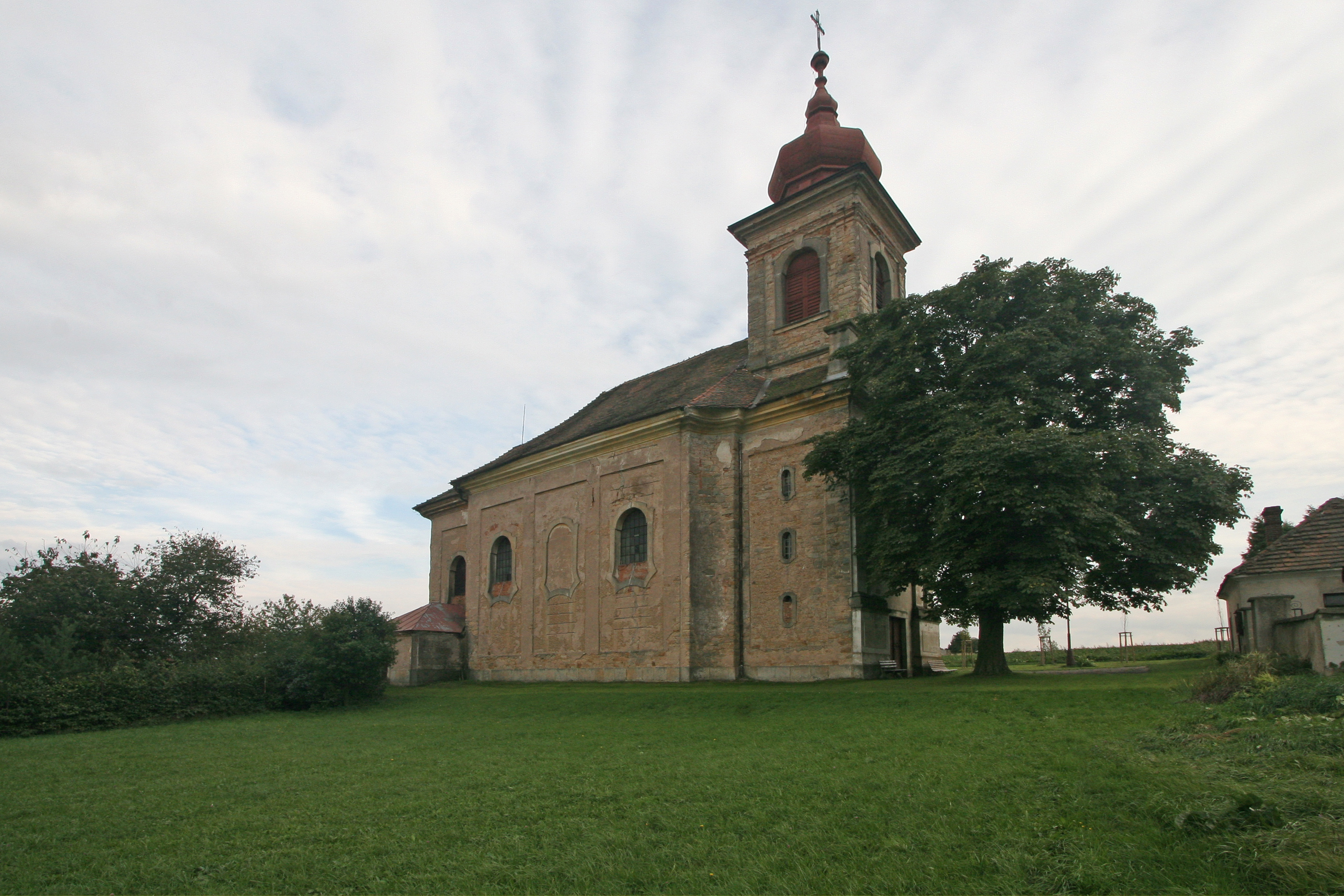
Kostel od SZ
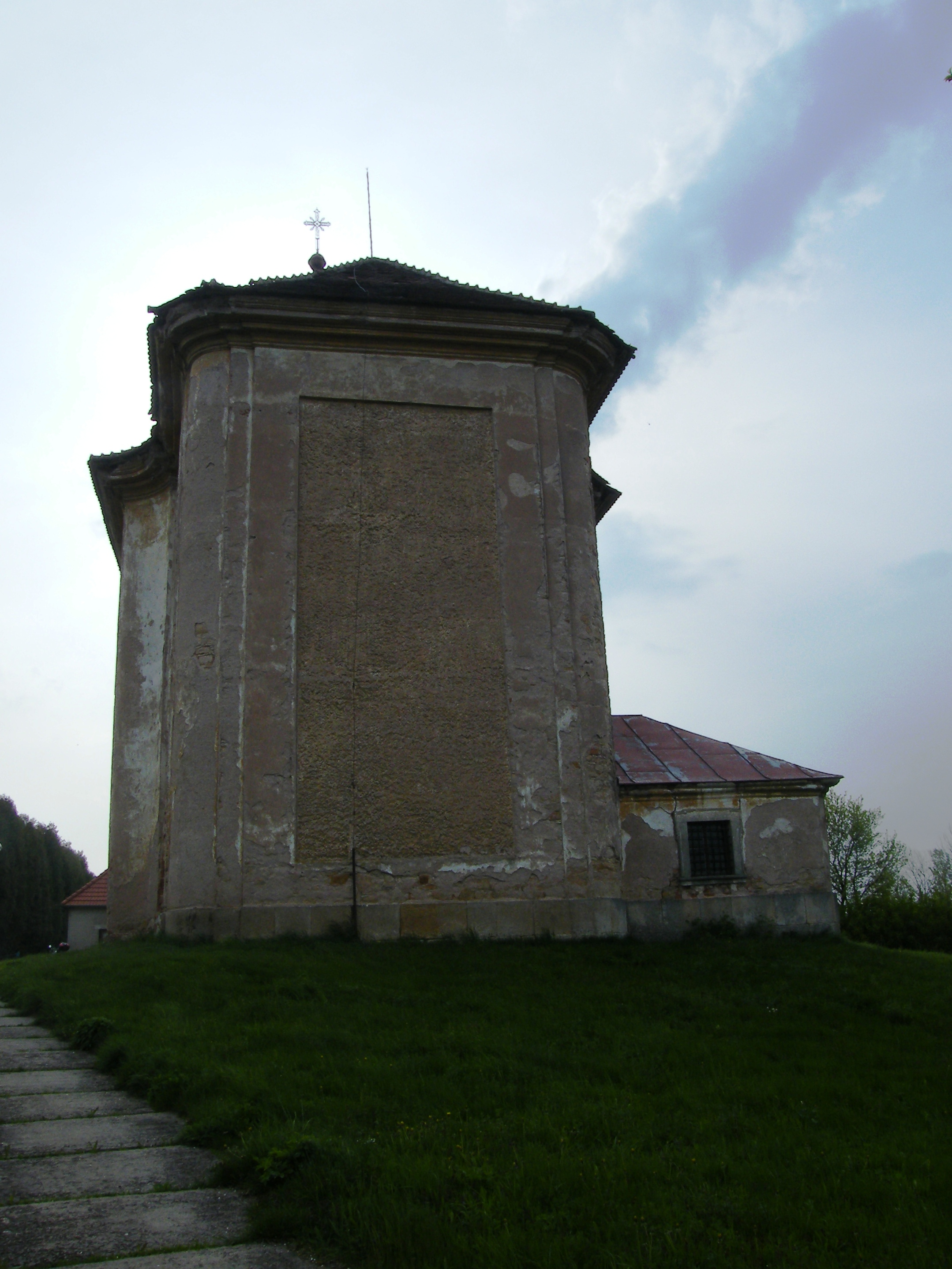
Presbytář a sakristie od V
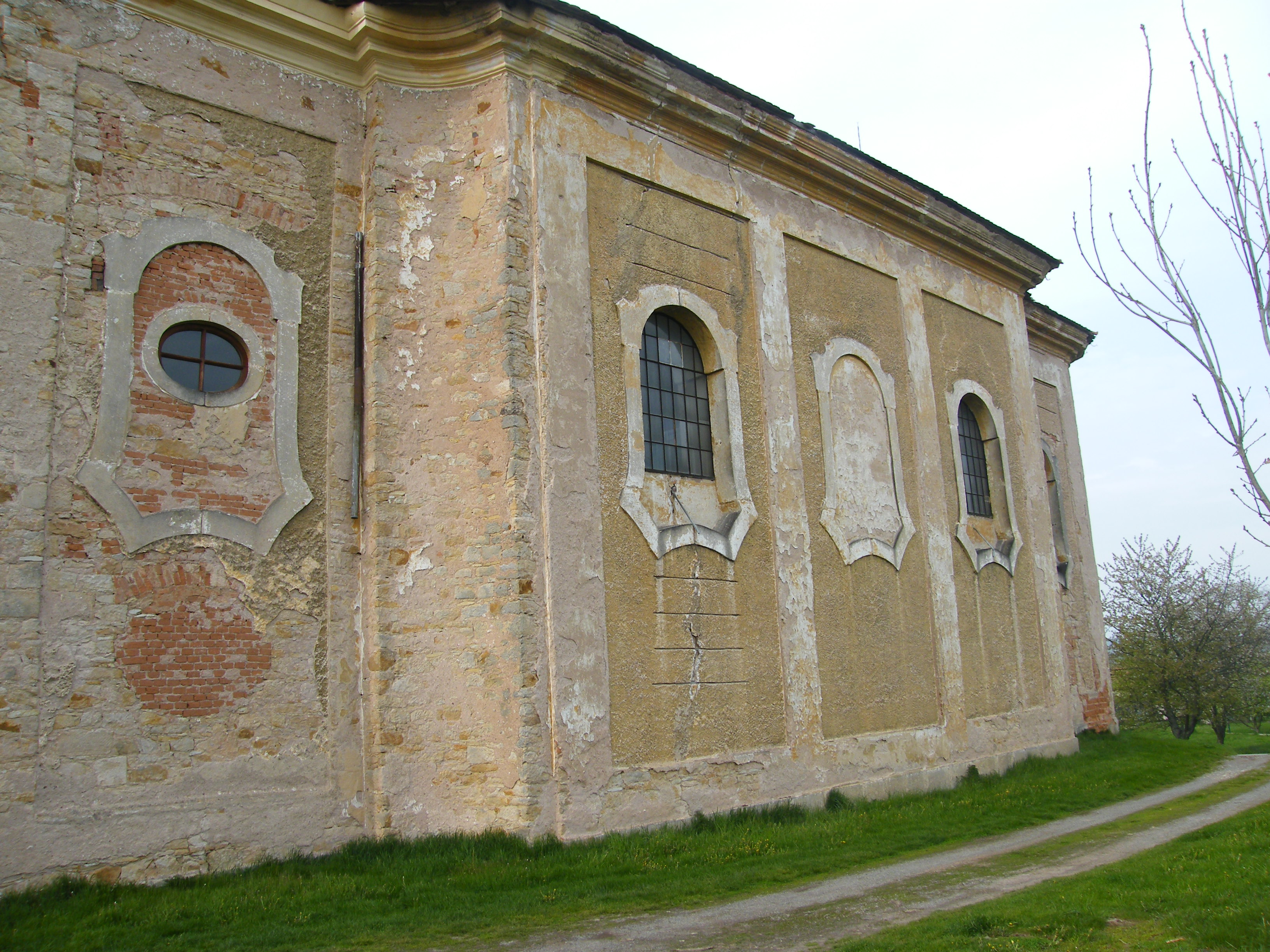
Kostel od JZ